# Huperzia medeirosii
Huperzia medeirosii är en lummerväxtart som beskrevs av Joseph M. Beitel och Warren Herbert Wagner.
Huperzia medeirosii ingår i släktet lopplumrar och familjen lummerväxter. Inga underarter finns listade i Catalogue of Life.